# Robert Forrer (Politiker)
Robert Forrer (* 11. März 1868 in Wängi; † 2. September 1927 in Uzwil; heimatberechtigt in Wattwil) war ein Schweizer Politiker (FDP). Von 1900 bis 1924 gehörte er dem Kantonsrat des Kantons St. Gallen an. 1902 bis 1917 präsidierte er den liberalen Verein der Stadt St. Gallen, 1905 bis 1920 war er Erziehungsrat, 1911 Führer der Gegner der Einführung der Proporzwahl. 1922 bis 1923 präsidierte er die evangelische Synode des Kantons St. Gallen.
Von 1908 bis 1924 war Robert Forrer, als Nachfolger von Johann Jakob Bösch, Mitglied des Nationalrates, 1918 bis 1924 als Präsident der radikal-demokratischen Fraktion. Er machte sich verdient um die Kodifikation des Militärstrafrechts und des Strafgesetzbuches und war ein brillanter, hoch gebildeter Redner. 1923 bis 1924 war Forrer Völkerbundsdelegierter. Er war lange in Verwaltungsräten von Industriebetrieben tätig. 1920 lehnte Forrer eine Bundesratskandidatur ab. 1924 musste er aus gesundheitlichen Gründen aus allen öffentlichen Ämtern zurücktreten.

## Biografie
Robert Forrer war der Sohn des Webereiangestellten und späteren Verwalters Johann Valentin Forrer und der Emmy Corrodi. Er studierte Jurisprudenz in Genf, Berlin, München und Bern, wo er zum Dr. iur. promoviert wurde. 1893 wurde er Substitut, später Associé in der Kanzlei des späteren Bundesrats Arthur Hoffmann.
Robert Forrer war der Vater der Fotografin, Grafologin und Autorennfahrerin Anita Forrer.

## Werke
- Ueber Simulation und sog. Mentalreservation nach römischem Recht. St. Gallen 1896. (Diss. Jur., Univ. Bern).
- Nach 50 Jahren. Ein Wort zur Abstimmung vom 5. Februar 1911 [betr.] das proportionale Wahlverfahren im Kanton St. Gallen. St. Gallen: Zollikofer 1911.
- Aus der Generalstreikdebatte des st. gallischen Grossen Rates. Rede von Herrn Nationalrat Dr. Forrer vom 25. November 1918 laut stenographischer Aufnahme. Rorschach: Löpfe-Benz 1918.
- Wesen und Ziele der freisinnig-demokratischen Partei. St. Gallen: Zollikofer 1927. (Schriften der Freisinnig-Demokratischen Partei der Schweiz; 12).